# Rostellariidae
Famille
Synonymes
- Rimellidae Stewart, 1927[1]
- Tibiidae Golikov & Starobogatov, 1975[1]

Les Rostellariidae sont une famille de mollusques de la classe des gastéropodes et de l'ordre des Littorinimorpha.

## Liste des genres
Selon World Register of Marine Species (18 septembre 2020) :
- genre Africoterebellum Eames, 1957 †
- genre Amekichilus Eames, 1957 †
- genre Amplogladius Cossmann, 1889 †
- genre Calyptraphorus Conrad, 1857 †
- genre Cyclomolops Gabb, 1868 †
- genre Cyrtulotibia Eames, 1957 †
- genre Dientomochilus Cossmann, 1904 †
- genre Digitolabrum Cossmann, 1904 †
- genre Ectinochilus Cossmann, 1889 †
- genre Eotibia B. L. Clark, 1942 †
- genre Mauryna de Gregorio, 1880 †
- genre Rimella Agassiz, 1841
- genre Rimellopsis Lambiotte, 1979
- genre Rostellariella Thiele, 1929
- genre Strombolaria de Gregorio, 1880 †
- genre Sulcogladius Sacco, 1893 †
- genre Terebellomimus Pacaud, 2008 †
- genre Terebellopsis Leymerie, 1846 †
- genre Tibia Röding, 1798
- genre Varicospira Eames, 1952

## Galerie

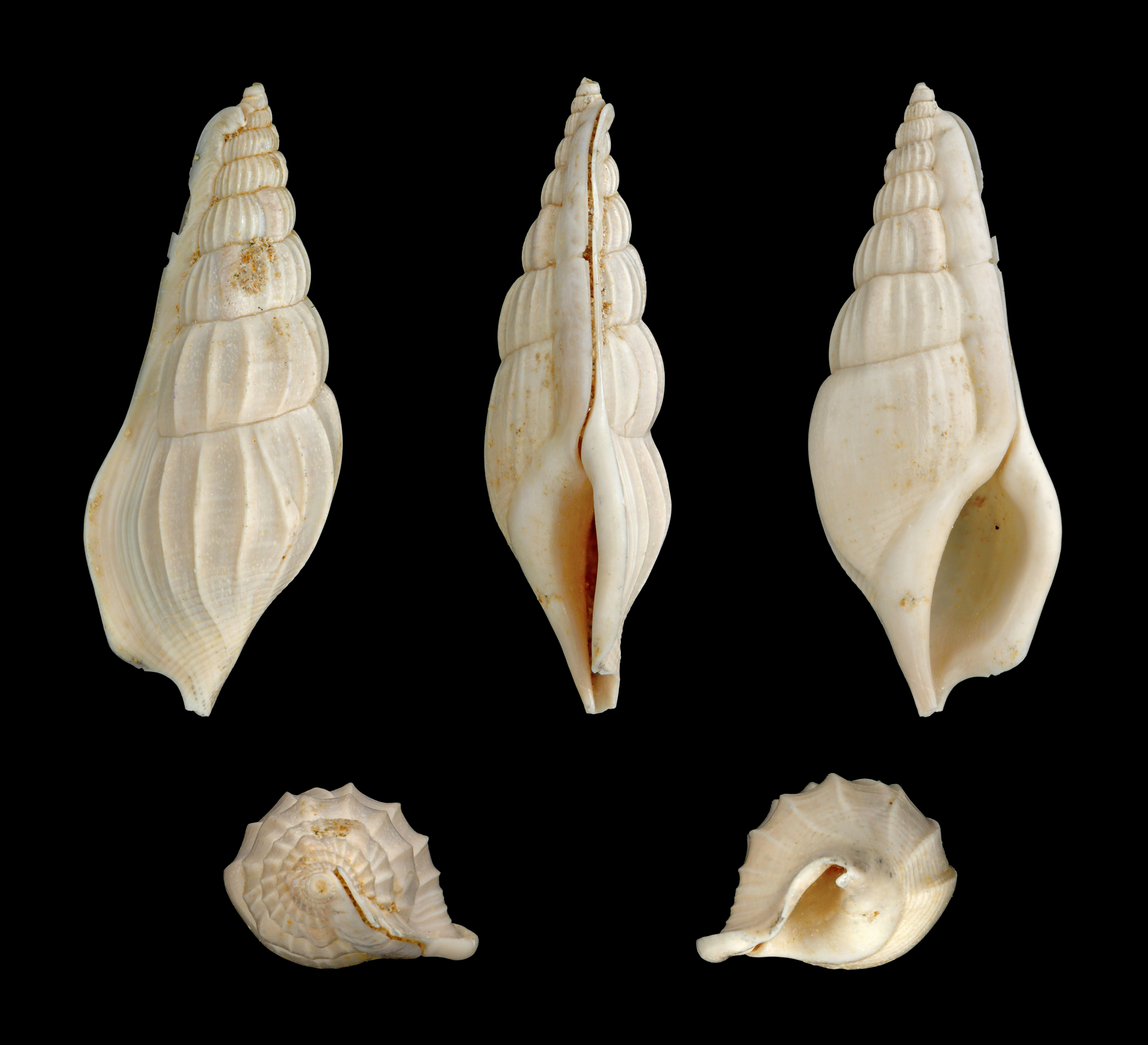
Rimella fissurella.
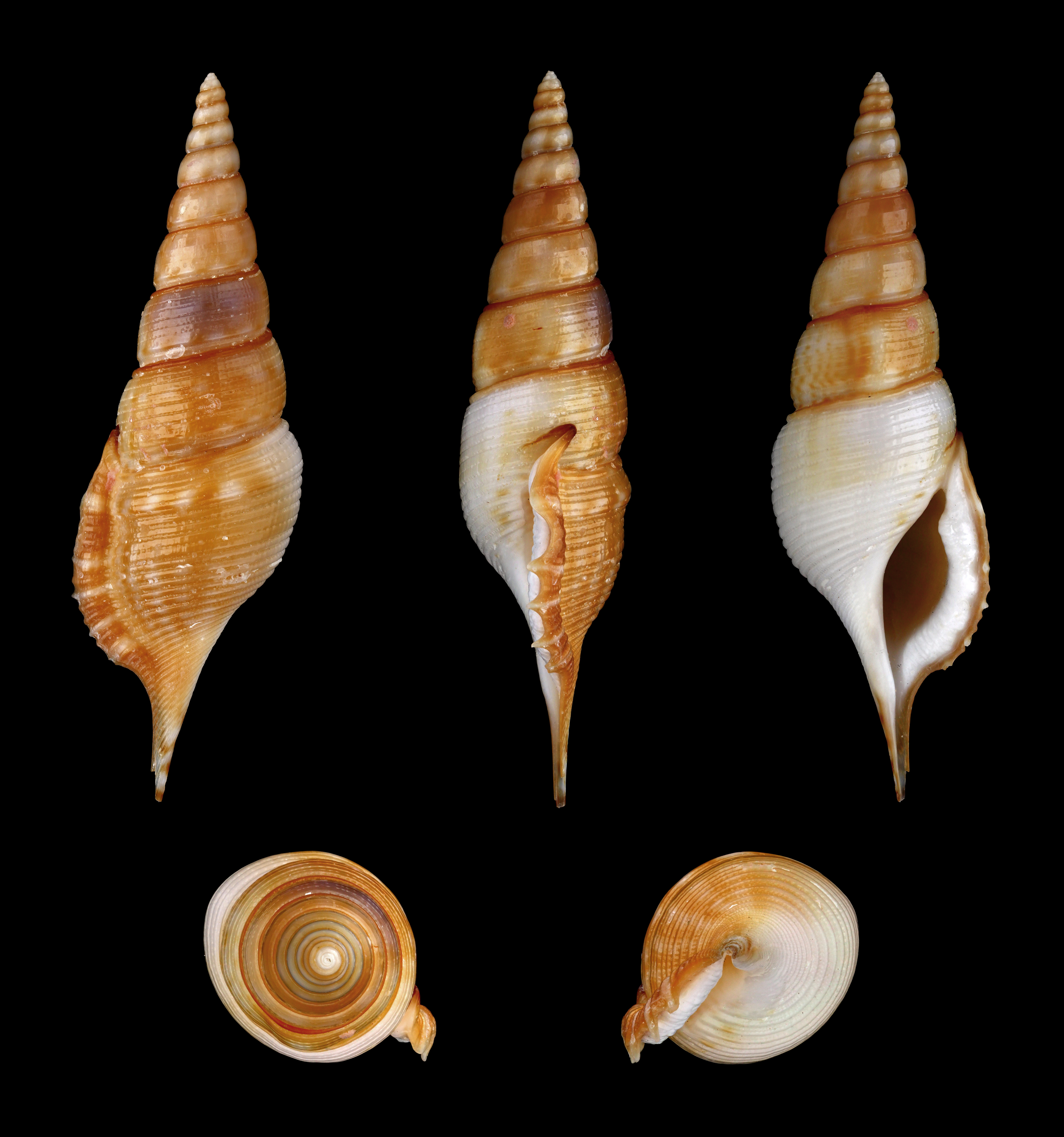
Rimellopsis powisii.
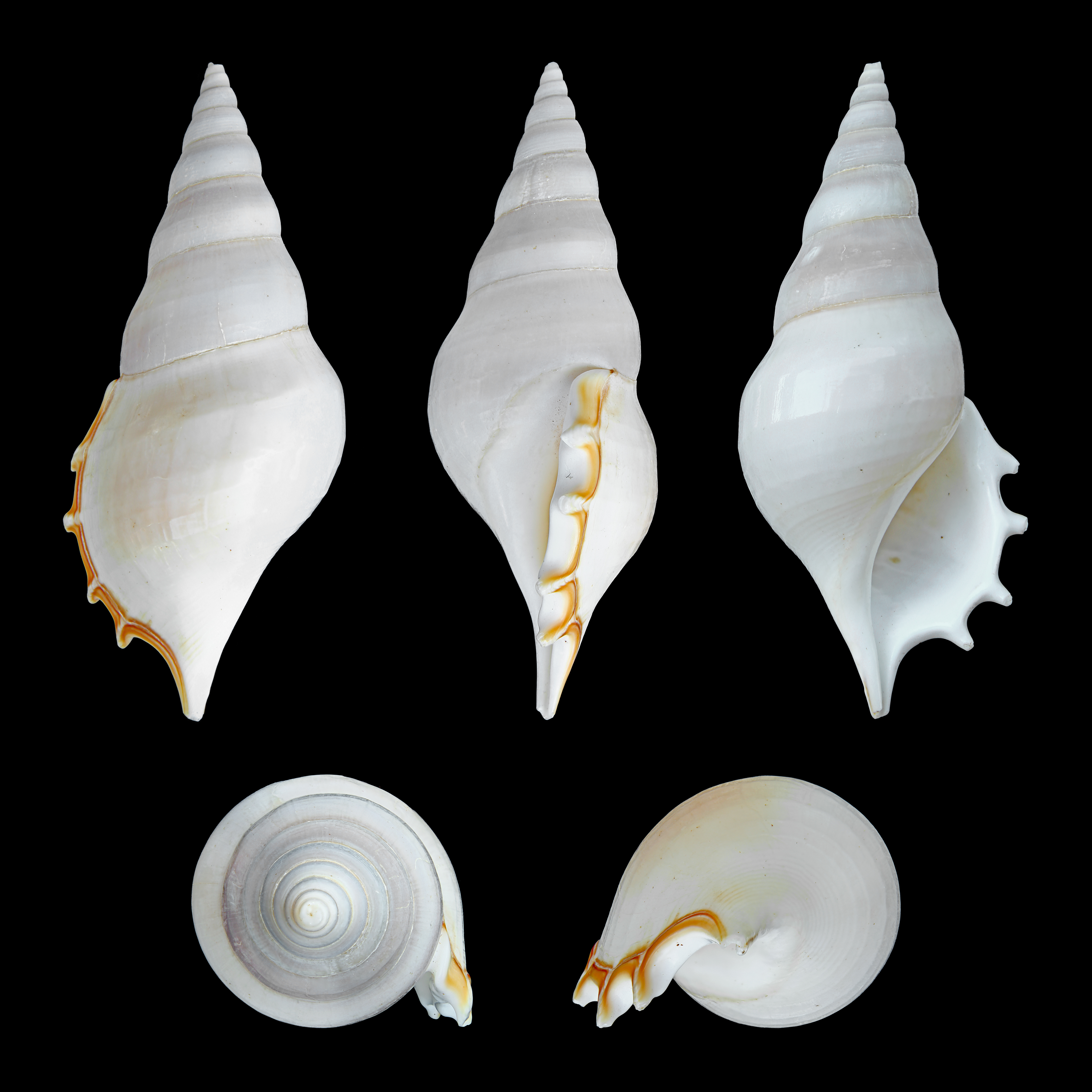
Rostellariella delicatula.
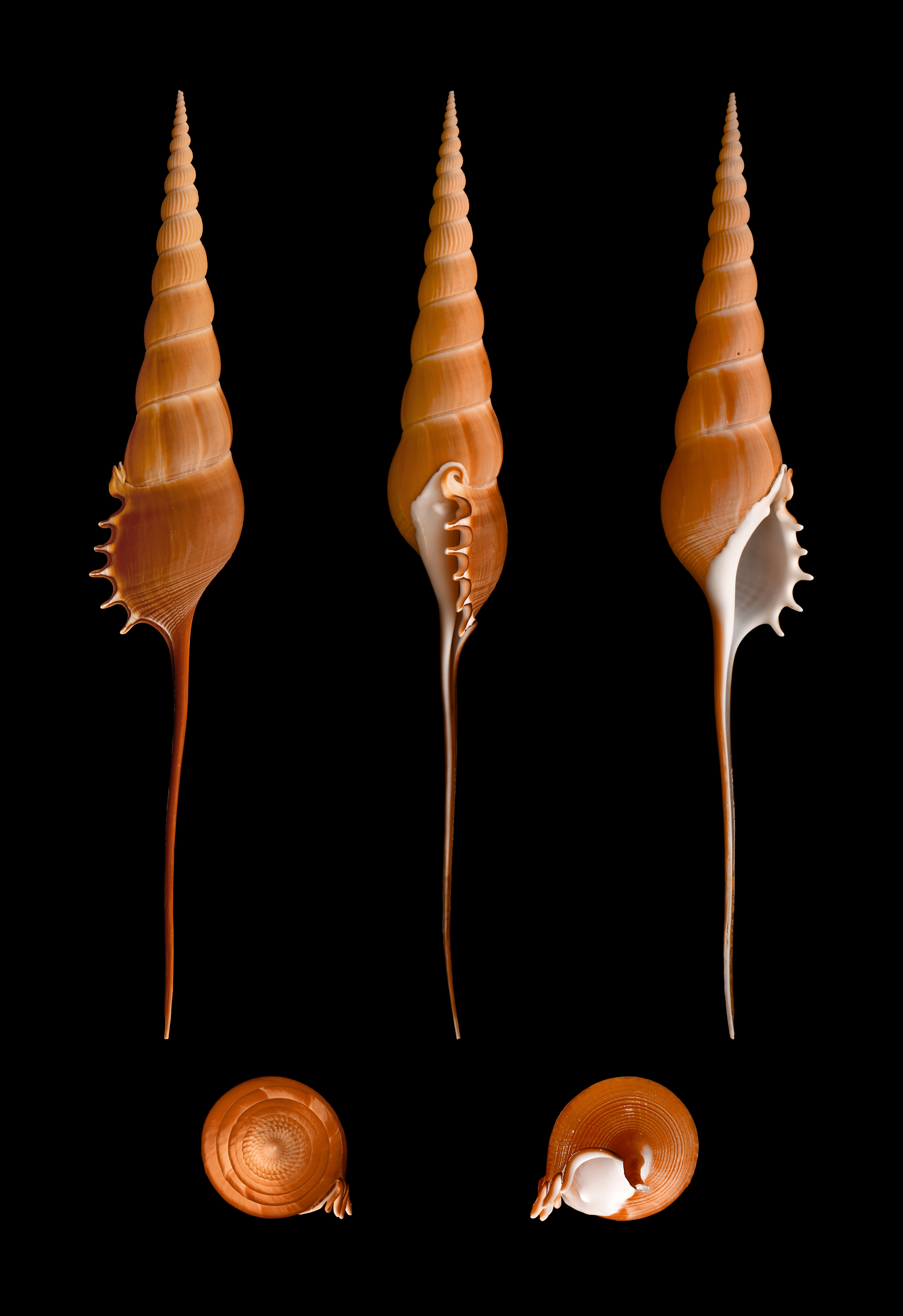
Tibia fusus.
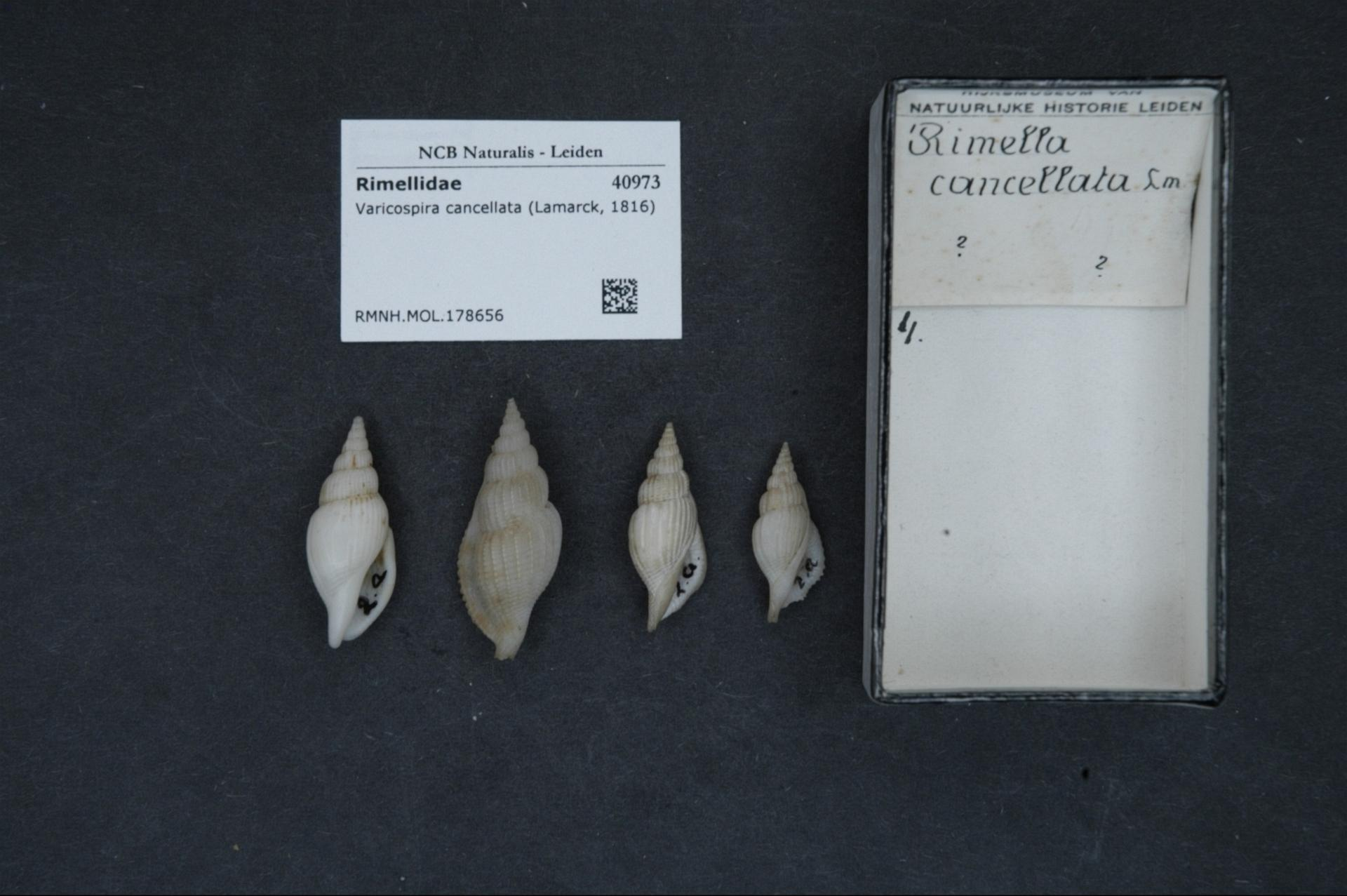
Varicospira cancellata.